# Edward Flatau

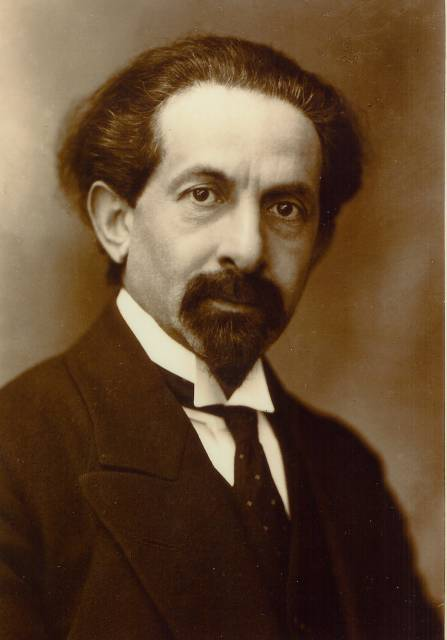
Edward Flatau

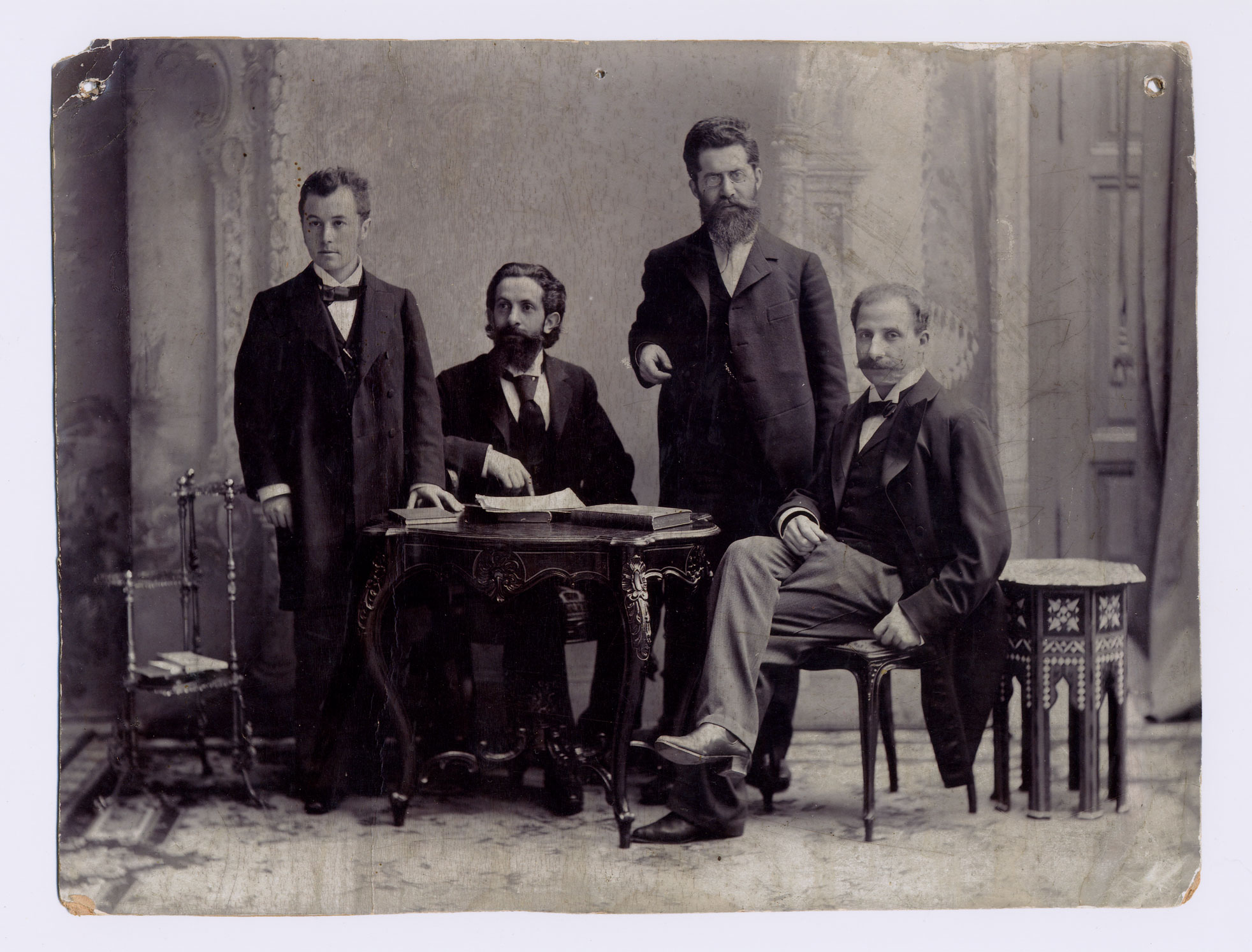
Edward Flatau im Kreise seiner Kollegen in Berlin 1901 (von links nach rechts: S. Kalischer, Edward Flatau, Louis Jacobsohn-Lask, B. Pollack)

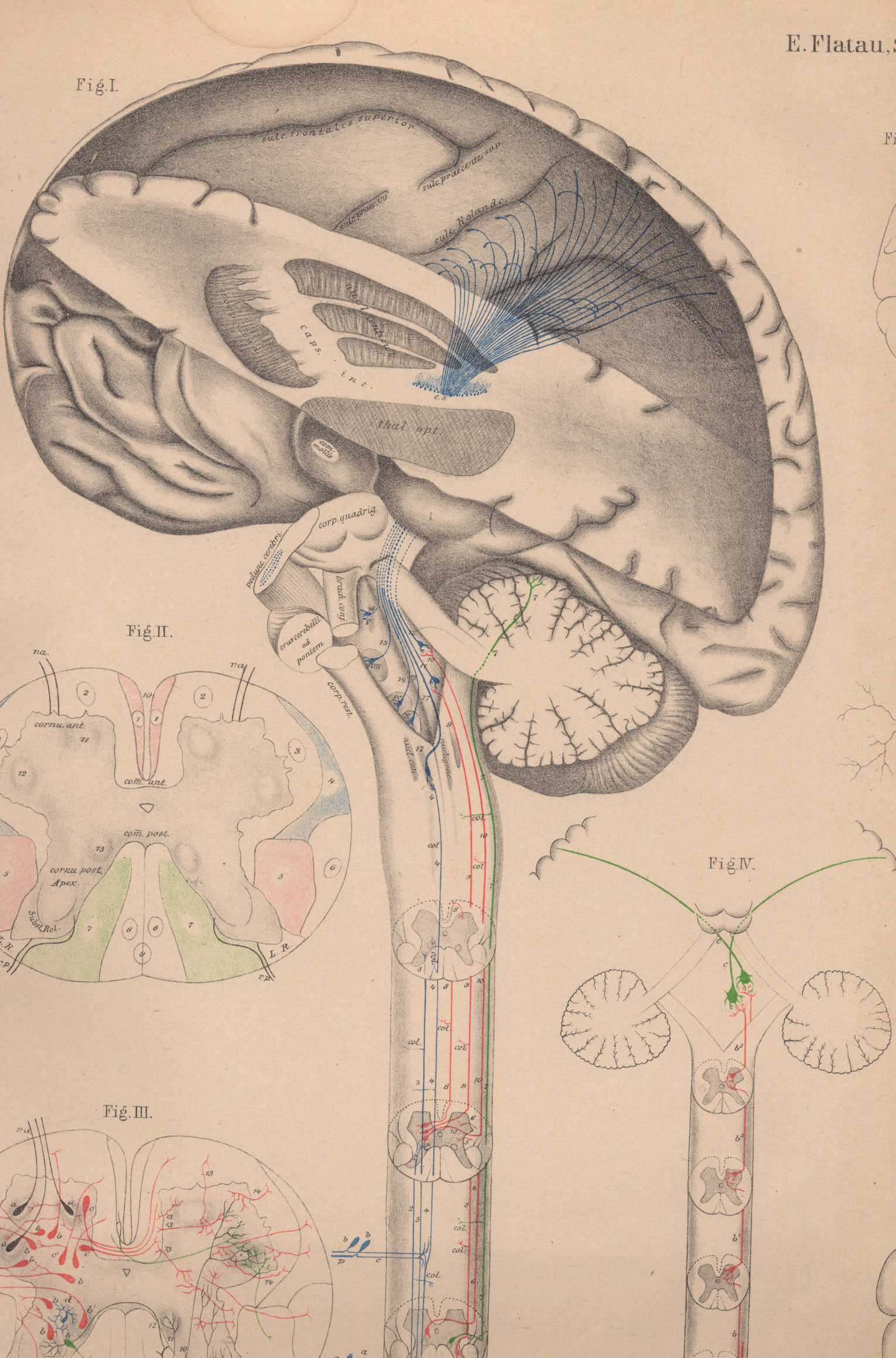
Zeichnung von Edward Flatau

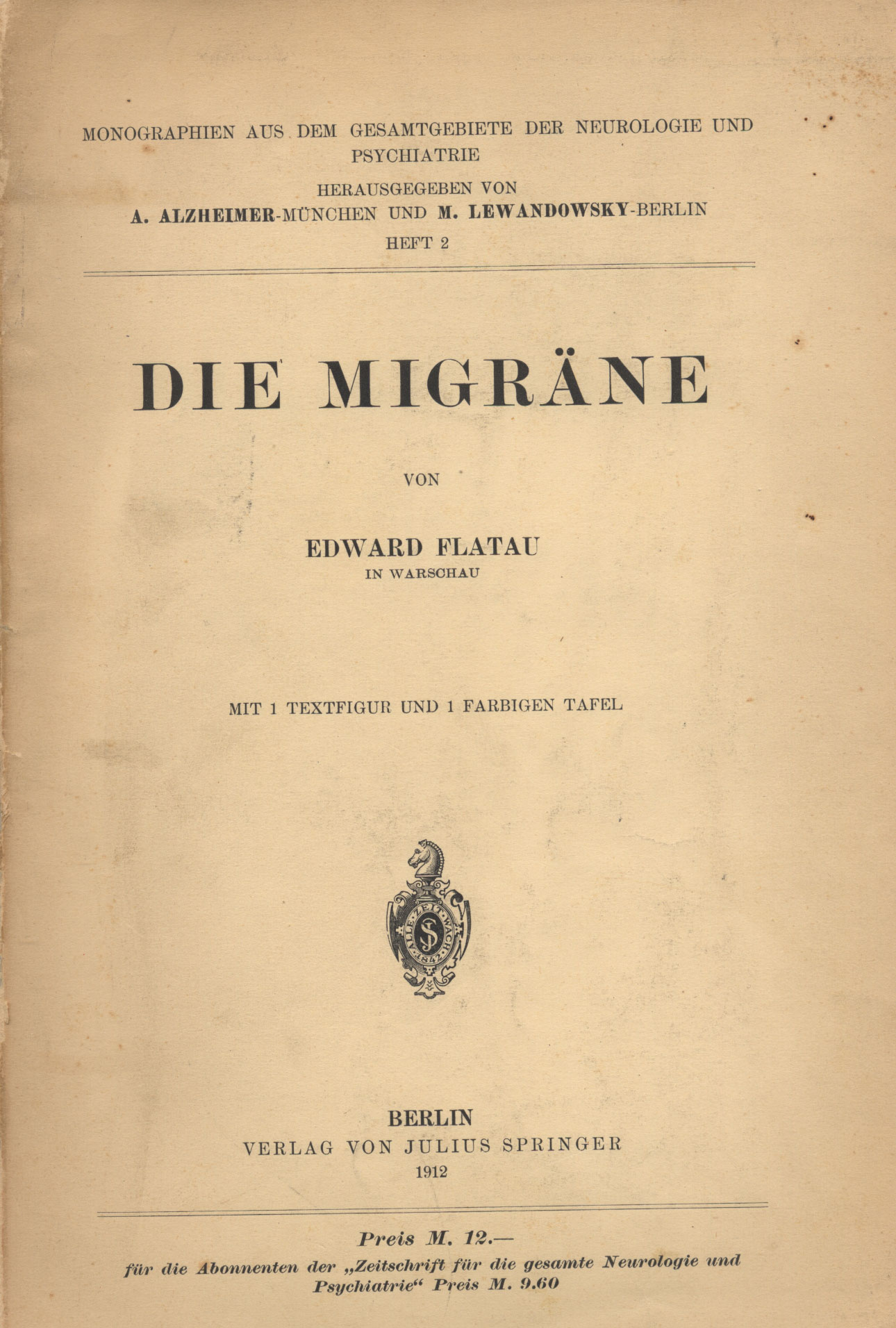
Das 1912 erschienene Werk Flataus über die Migräne war das erste moderne Lehrbuch zu dieser Erkrankung

Edward Flatau (* 27. Dezember 1868 in Płock; † 7. Juni 1932 in Warschau) war ein polnischer Mediziner. Flatau ist heute noch einer der berühmtesten polnischen Neurologen, der die neurobiologische und neuropathologische Wissenschaft in seinem Heimatland etablierte. Er unterstützte die Errichtung der Neurologischen und Psychiatrischen Sektion der Warschauer Medizinischen Gesellschaft und beeinflusste die Gründung der polnischen Zeitschriften Neurologia Polska und Warszawskie Czasopismo Lekarskie.
1886 begann er mit seinem Studium in Moskau, hier wurde er besonders beeinflusst durch den Psychiater Sergei Korsakow und den Neurologen Alexei Koschewnikow. Nach seinem Studienabschluss 1892 kam er 1893 nach Berlin, wo er bei Emanuel Mendel, Heinrich Wilhelm Waldeyer, den Internisten Alfred Goldscheider und Ernst Viktor von Leyden sowie dem Neurologen Hermann Oppenheim bis 1899 seine Ausbildung fortsetzte.
Mit dem Berliner Neurologen Louis Jacobsohn-Lask teilte Flatau das Interesse für die Neuroanatomie. Schon 1894 publizierte er den Atlas des menschlichen Gehirns und des Faserverlaufs, der in Deutsch, Englisch, Französisch, Russisch und 1896 in Polnisch erschien. Er stellte 1897 das Gesetz der exzentrischen Lagerung der langen Bahnen auf, das auch Thema seiner Promotion 1899 in Moskau war, und arbeitete insbesondere über die Pyramidenbahn, Tumoren des Rückenmarks, Multiple Sklerose, Meningitis und neurologische Erkrankungen bei Tuberkulose. Mit seinem Lehrer Alfred Goldscheider veröffentlichte er 1898 die Normale und pathologische Anatomie der Nervenzellen, eine Arbeit über die Struktur der Nervenzellen und ihre Veränderung unter mechanischen, thermischen und chemischen Einflüssen: der Charakter der Veränderung gab Aufschluss über die Art der Einflüsse. Er verteidigte die Neuronentheorie, für die er sich seit 1895 besonders interessierte.
Einen Ruf auf den neurologischen Lehrstuhl der Universität Buenos Aires lehnte Flatau ab und kehrte 1899 nach Warschau zurück. In seiner Wohnung richtete er ein privates mikroskopisches Laboratorium ein, arbeitete als Konsiliarius in verschiedenen Warschauer Krankenhäusern und hatte eine große Privatpraxis. 1904 wurde er Leiter der Neurologischen Klinik des Jüdischen Krankenhauses in Warschau und bildete dort zahlreiche Neurologen aus. Er entwarf neurologische Untersuchungsschemata, die er 1915 in Warschau und Berlin veröffentlichte.
Die Lehre war Flatau sehr wichtig, er förderte seine Studenten und jungen Kollegen intensiv. Er selbst wurde als bescheiden beschrieben; sein Motto war ein Zitat Nothnagels: Nur ein guter Mensch kann ein guter Arzt sein. 1911 richtete er in der Warschauer Psychologischen Gesellschaft ein neurologisches Laboratorium ein und wurde 1913 der erste Vorsitzende der Neurobiologischen Abteilung der Warschauer Wissenschaftsgesellschaft, ab 1919 Vorsitzender des Nenski-Instituts für Experimentelle Biologie. Während des Ersten Weltkriegs arbeitete Flatau mit seinem Freund, dem Neurologen Samuel Goldflam. Sein heute noch bekanntestes Buch veröffentlichte er 1912 in einer polnischen und einer deutschen Ausgabe über Migräne.

## Werke
als Autor
- Atlas des menschlichen Gehirns und des Faserverlaufs. 2. Aufl. Verlag Karger, Berlin 1899 (zusammen mit Emanuel Mendel).
- Handbuch der Anatomie und vergleichenden Anatomie des Centralnervensystems der Säugetiere. Verlag Karger, Berlin 1899 (zusammen mit Louis Jacobsohn-Lask).
- Die Migräne. J. Springer, Berlin 1912 (Monographien aus dem Gesamtgebiete der Neurologie und Psychiatrie; Bd. 2).
- Neuritis und Polyneuritis (Handbuch der speciellen Pathologie und Therapie; 11, Bd. 3, Abt. 3–4). Verlag A. Hölder, Wien 1899–1900 (zusammen mit Ernst Julius Remak; Flatau verfasste die Kapitel über Anatomie und pathologische Anatomie).

1. 1899. 290 S.
2. 1900. S. 289–714.

- Normale und pathologische Anatomie der Nervenzellen. Auf Grund der neueren Forschungen. Verlag Kornfeld, Berlin 1898 (zusammen mit Alfred Goldscheider).
- Tumeurs de la moelle épinière et de la colonne vertébrale. Paris 1910. 175 S.

als Herausgeber
- Handbuch der pathologischen Anatomie des Nervensystems. Verlag Karger, Berlin 1903/04 (zusammen mit Louis Jacobsohn-Lask, Karl Aanders Petrén und Lazar Salomowitsch Minor).
- Jahresbericht über die Leistungen und Fortschritte auf dem Gebiete der Neurologie und Psychiatrie. 1899 (zusammen mit Louis Jacobsohn-Lask und Emanuel Mendel).